# Drosophila latebuccata
Drosophila latebuccata är en tvåvingeart som beskrevs av Oswald Duda 1927. Drosophila latebuccata ingår i släktet Drosophila och familjen daggflugor.
Artens utbredningsområde är Peru.